# Eino Leino (lutte)
Pour les articles homonymes, voir Eino Leino (homonymie).
Eino Leino (né le 7 avril 1891 et décédé le 30 novembre 1986) est un lutteur finlandais spécialiste de la lutte libre. Il participe à quatre olympiades et remporte chaque fois une médaille, notamment l'or olympique aux Jeux olympiques d'été de 1920 à Anvers, en Belgique.

## Palmarès

### Jeux olympiques
- Jeux olympiques de 1920 à Anvers,  Belgique
  -  Médaille d'or[2] en lutte libre (catégorie des poids moyens).
- Jeux olympiques de 1924 à Paris,  France
  -  Médaille d'argent[3] en lutte libre (catégorie des poids mi-moyens).
- Jeux olympiques de 1928 à Amsterdam,  Pays-Bas
  -  Médaille de bronze[4] en lutte libre (catégorie des poids légers).
- Jeux olympiques de 1932 à Los Angeles,  États-Unis
  -  Médaille de bronze[5] en lutte libre (catégorie des poids mi-moyens).